# جريس مقدسي
الجُرَيس المقدسي (باللاتينية: Campanula hierosolymitana) نوع نباتي ينتمي إلى جنس الجريس من الفصيلة الجريسية.

## الموئل والانتشار
موطنه بلاد الشام ومصر.